# André Gernez
Pour les articles homonymes, voir Gernez.
 (novembre 2022).
 (novembre 2022).
Motif : Trop d'affirmations sans sources.
André Gernez, né le 25 janvier 1923 à Avesnes-les-Aubert et mort le 8 janvier 2014 à Roubaix, est un médecin militaire et physiopathologiste, promoteur des pseudo-médecines et de théories controversées.
Plusieurs spécialistes du domaine ont dénoncé ses théories comme n'ayant « aucune légitimité scientifique » mais le professeur a acquis une certaine notoriété auprès des adeptes des médecines dites « non conventionnelles ».

## Biographie
André Gernez est le fils de Germain Gernez et de Françoise Marie Thérèse Couveny.
Bachelier à quatorze ans par dérogation spéciale ministérielle, André Gernez est volontaire à l'engagement au service militaire dans le contexte naissant de la Seconde Guerre mondiale. En 1944, il devient médecin militaire ; il est alors le plus jeune médecin de France à l'âge de 21 ans.
Après la guerre, il s'installe à Paris et devient assistant à l'Institut Curie. Il est ensuite détaché par l'institut à Oxford, Stockholm et New York.
De retour en France, il ouvre un cabinet de radiologie-radiothérapie à Roubaix, tout en étant chef de service à l’hôpital municipal.
Ses travaux sur le syndrome de Plummer-Vinson et les cellules souches lui apporte une notoriété dans le monde scientifique mais, dès les années 1970, il glisse peu à peu vers des théories plus ou moins farfelues. Le journal La Voix du Nord le décrit comme médecin « atypique, iconoclaste » et « controversé » mais néanmoins « honoré par le Sénat et par sa ville, en 2013 ».
André Gernez meurt à 90 ans, le 8 janvier 2014.

## Théories personnelles

### L'ultra-lumière
Dans les années 1970, il affirme qu'il est possible dépasser la vitesse de la lumière. Il aurait, en 2004, soumit à l'Académie des Sciences un article dénonçant les erreurs d'Einstein et proposant un modèle basé sur une ultra-lumière, de la même manière qu'il a le son et les ultra-sons. Jean-Yves Bilien, réalisateur de documentaires que le site Agora qualifie de « globe-trotter des médecines alternatives, traditionnelles, des chamans et des guérisseurs », aborde le thème dans son documentaire Docteur André Gernez. Le Scandale du siècle.

### Traitement du cancer
Sa « théorie des cellules souches » et ses « protocoles de prévention » dans le traitement du cancer sont cités dans une étude de Maurice Israël et de l'oncologue controversé Laurent Schwartz. Il préconise alors d'alterner le jeûne avec une alimentation à base de fruits et, une fois par an, de faire une cure à base de colchicine.
Pour Olivier Jallut, spécialiste en oncologie, les traitements préventifs préconisés par Gernez sont trop risqués et ne sont pas acceptables ; quant aux traitements curatifs ils n'ont « aucune légitimité scientifique ». Il s'associe aux alertes déjà lancées par Vigeral en 1988, qui décrivait les travaux de Gernez : « aucune base scientifique, étude aléatoire non coordonnée, méthodes d'évaluation déficiente, etc. » et déconseille cette méthode jugée « inefficace et potentiellement dangereuse ».

### Besoin biologique de croire
En 1980, André Gernez émet l'hypothèse qu'il existe un "besoin biologique de croire", suggérant que les croyances religieuses sont génétiquement fixées sur le système limbique. Il n’existe aucune preuve empirique suggérant que la religion ait une base biologique.

## Récompenses
- 1979 : Prix « Hans Adalbert Schweigart » de la branche autrichienne de l'Union mondiale pour la protection de la vie, une organisation controversée fondée en 1958 et dissoute en 2012[10][source insuffisante].
- 2012 : Médaille d'or de l'association Société d'encouragement au progrès[11].

## Publications
- La carcinogénèse : mécanisme et prévention : essai sur la dynamique des populations cellulaires, 1969 ?, 181 p. (OCLC 14883266)
- Néo-postulats biologiques et pathogéniques, impr. J. Verschave, 1re édition 1968, 122 p.
- Loi et règles de la cancérisation, Roubaix, éd. Verschave, 1970, 168 p.
- Le Cancer (écrit avec la collaboration de Georges Beau), Presses de la Cité, 1972.
- Les grands médicaments, avec Henri Pradal, Paris, éd. du Seuil, 1975.
- L. Léger, J. Bertrand, A. Gernez et J. Castaing, « La dysphagie sidéropénique, maladie de Plummer-Vinson ; état précancéreux [Sideropenic dysphagia; Plummer-Vinson's diseases; precancerous state] », La Presse médicale 1951 ; 59(82) : 1736-9. PMID 14911667
- « Dysphagie sidéropénique et membranes œsophagiennes » La Presse médicale 1949 ; 57 : 362.
- « L'intérêt du syndrome de Plummer-Vinson en cancérologie » Paris médical 14 mai 1949, no 18. (cité, ainsi que le précédent, dans l'ouvrage Iron Metabolism, chapitre Iron deficiency, de I. Bernàt, Éd. Springer, 1983 : 215 - 274)